# The Strip (película)
The Strip es una película de crimen y de cine negro estadounidense de 1951 dirigida por László Kardos y protagonizada por Mickey Rooney, Sally Forrest y William Demarest. Gran parte de la película se rodó en exteriores en Sunset Strip y sus alrededores. Los interiores se rodaron en los populares clubes nocturnos Mocambo y Ciro's y en los restaurantes Little Hungary y Stripps. Gran parte del metraje de la película consiste en actuaciones musicales de la «banda de la casa» de dichos clubes, que incluye a Louis Armstrong, Jack Teagarden y Earl «Fatha» Hines (todos interpretándose a sí mismos) y por artistas de otros clubes, como Vic Damone.

## Sinopsis
El baterista Stanley Maxton se muda a Los Ángeles con el sueño de abrir su propio club, pero se junta con un gánster y una bailarina de un club nocturno y termina viéndose envuelto en un asesinato.

## Reparto
- Mickey Rooney como Stanley Maxton.
- Sally Forrest como Jane Tafford.
- William Demarest como Fluff.
- James Craig como Delwyn «Sonny» Johnson.
- Kay Brown como Edna
- Louis Armstrong como él mismo.
- Tommy Rettig como Artie Ardrey.
- Tom Powers como el detective teniente Bonnabel.
- Tommy Farrell como Boynton.
- Myrna Dell como Paulette Ardrey.
- Jacqueline Fontaine como Frieda.
- Vic Damone como él mismo.
- Monica Lewis como ella misma.